# Argenteuil (regionalna gmina hrabstwa)
Argenteuil – regionalna gmina hrabstwa (MRC) w regionie administracyjnym Laurentides prowincji Quebec, w Kanadzie. Stolicą jest miasto Lachute. Składa się z 9 gmin: 2 miast, 3 gmin, 1 wsi i 3 kantonów.
Argenteuil ma 32 117 mieszkańców. Język francuski jest językiem ojczystym dla 82,1%, angielski dla 16,1% mieszkańców (2011).